# 다이아몬드는 부서지지 않는다
《다이아몬드는 부서지지 않는다》는 아라키 히로히코의 일본 만화 《죠죠의 기묘한 모험》의 4부이다. 슈에이샤의 〈주간 소년 점프〉에서 1992년 5월 4일부터 1995년 12월 4일까지 총 174화에 걸쳐 연재됐으며 단행본으로 총 18권으로 출판됐다. 연재 당시 제목은 《죠죠의 기묘한 모험 제4부: 히가시카타 죠스케》였다. 《스타더스트 크루세이더즈》의 후속편이며 이후 《황금의 바람》로 이어졌다.
《다이아몬드는 부서지지 않는다》의 배경은 1999년 일본의 도시 '모리오'로, 주인공은 죠셉 죠스타의 서자 히가시카타 죠스케이다. 《스타더스트 크루세이더즈》에서 소개된 '스탠드'를 바탕으로, 마음이 굳은 사람을 꿰뚫으면 스탠드 능력을 부여하는 '스탠드의 화살'로 인해 마을에서 발생하는 스탠드 유저들과의 갈등이 작품 내 주요사건이다.
데이비드 프로덕션이 주도하는 《죠죠의 기묘한 모험》 애니메이션 연작의 일부로서 텔레비전 애니메이션 《죠죠의 기묘한 모험: 다이아몬드는 부서지지 않는다》로 제작돼 2016년 4월부터 12월까지 방영됐다. 2017년 8월 4일에는 도호와 워너 브라더스가 제작한 실사영화판 《죠죠의 기묘한 모험: 다이아몬드는 부서지지 않는다 제1장》이 개봉됐다.

## 관련 매체
2000년, 오쓰이치가 4부에 기반한 소설을 집필한다고 발표했다. 이후 2007년 11월 26일에 완성돼 출판됐다.

## 참조

### 주해
1. ↑  일본어: ダイヤモンドは砕けない, 영어: Diamond Is Unbreakable
2. ↑  일본어: ジョジョの奇妙な冒険 第4部 東方仗助